# À côté de la plaque
À côté de la plaque (titre original Off The Wall) est un roman américain de Marc Behm, publié en 1991.
C'est à la fois un polar et un roman d’aventures : À côté de la plaque est le récit d'une enquête policière sur les crimes d'un "boucher" démembrant ses victimes à la hache dans un quartier résidentiel de Los Angeles.

## Résumé
Patrick Nelson, gérant oisif d'un garage, solitaire, un peu timide et enclin à partir à l'aventure à travers ses lectures de récits épiques, vit dans le quartier où ont lieu plusieurs meurtres. Insomniaque, il est un des premiers badauds à se rendre sur les lieux du crime où se pressent les gens du voisinage et la police. Parmi les officiers de la police se trouve une charmante enquêtrice pour les yeux de laquelle Nelson, en désespoir de cause, jette sa carte de membre de l'AAA dans un buisson et devient un suspect très intrigant.
Le récit passe de L.A. à des mondes africains aussi merveilleux qu'effrayants, projetant la lecture à l'intérieur de l'esprit de Nelson, lorsqu'elle quitte le récit factuel de l'avancée de l'enquête. L'intrigue est haletante et s'enrichit jusqu'au bout d'éléments révélant des personnalités fort intéressantes et extrêmement bien mêlées.